# Charles Eugène Delaunay

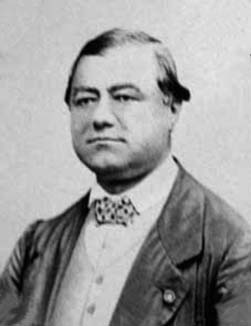
Porträt von Charles Eugène Delaunay

Charles Eugène Delaunay (* 9. April 1816 in Lusigny-sur-Barse bei Troyes; † 5. August 1872 bei Cherbourg) war ein französischer Mathematiker und Astronom.

## Leben
Delaunay studierte bei Jean-Baptiste Biot an der Sorbonne in Paris. Seine Arbeiten beschäftigen sich mit der Himmelsmechanik und dem Dreikörperproblem. Die Ergebnisse wandte er auf den Mond als Spezialfall an. Seine Reihenentwicklung für die Darstellung der Position des Mondes konvergierten zu langsam, als dass sie von praktischem Nutzen hätten sein können. Doch trugen die Überlegungen Delaunays zur Entwicklung der Funktionalanalysis des 19. Jahrhunderts bei.
1855 wurde er Mitglied der Académie des sciences. 1866 wurde Delaunay in die American Academy of Arts and Sciences und 1869 als auswärtiges Mitglied („Foreign Member“) in die Royal Society gewählt. 1870 erhielt er die Goldmedaille der Royal Astronomical Society in London. Im gleichen Jahr wurde er Direktor der Pariser Sternwarte. 1871 wurde er als korrespondierendes Mitglied in die Russische Akademie der Wissenschaften in Sankt Petersburg aufgenommen.
Charles Eugène Delaunay starb am 5. August 1872 bei einem Schiffsunglück im Hafen von Cherbourg.
Er ist namentlich auf dem Eiffelturm verewigt, siehe: Die 72 Namen auf dem Eiffelturm.
Der Mondkrater Delaunay ist nach ihm benannt.

## Veröffentlichungen
- Cours élémentaire de mécanique. (1850)
- Traité de mécanique rationnelle. (1856)
- La Théorie du mouvement de la lune. 2 Bde. (1860-7)

Einige seiner Werke sind in der digitalen Bibliothek des Pariser Observatoriums digitalisiert.